# Satakunta (regio)
Satakunta (Zweeds: Satakunda) is een Finse regio met 214.281 inwoners op een gebied van 7.822,68 km² (2021).

## Gemeenten
Het landschap Satakunta kent de volgende gemeenten in 2022:
- Eura
- Eurajoki
- Harjavalta
- Huittinen
- Jämijärvi
- Kankaanpää
- Karvia
- Kokemäki
- Merikarvia
- Nakkila
- Pomarkku
- Pori
- Rauma
- Siikainen
- Säkylä
- Ulvila

Åland · Etelä-Pohjanmaa · Etelä-Savo · Kainuu · Kanta-Häme · Keski-Pohjanmaa  · Kymenlaakso · Lapin maakunta · Midden-Finland · Noord-Karelië · Österbotten · Päijät-Häme · Pirkanmaa · Pohjois-Pohjanmaa · Pohjois-Savo · Satakunta · Uusimaa · Zuid-Karelië · Zuidwest-Finland
Eura · Eurajoki · Harjavalta · Huittinen - Jämijärvi · Kankaanpää · Karvia · Kokemäki · Merikarvia · Nakkila · Pomarkku · Pori · Rauma · Siikainen · Säkylä · Ulvila
Voormalige gemeenten:
Ahlainen · Hinnerjoki · Honkajoki · Honkilahti · Kauvatsa · Keikyä · Kiikoinen · Kiukainen · Kodisjoki · Kullaa · Köyliö · Lappi · Lavia · Luvia · Noormarkku · Porin maalaiskunta · Rauman maalaiskunta · Vampula